# Rosenhofer Teiche

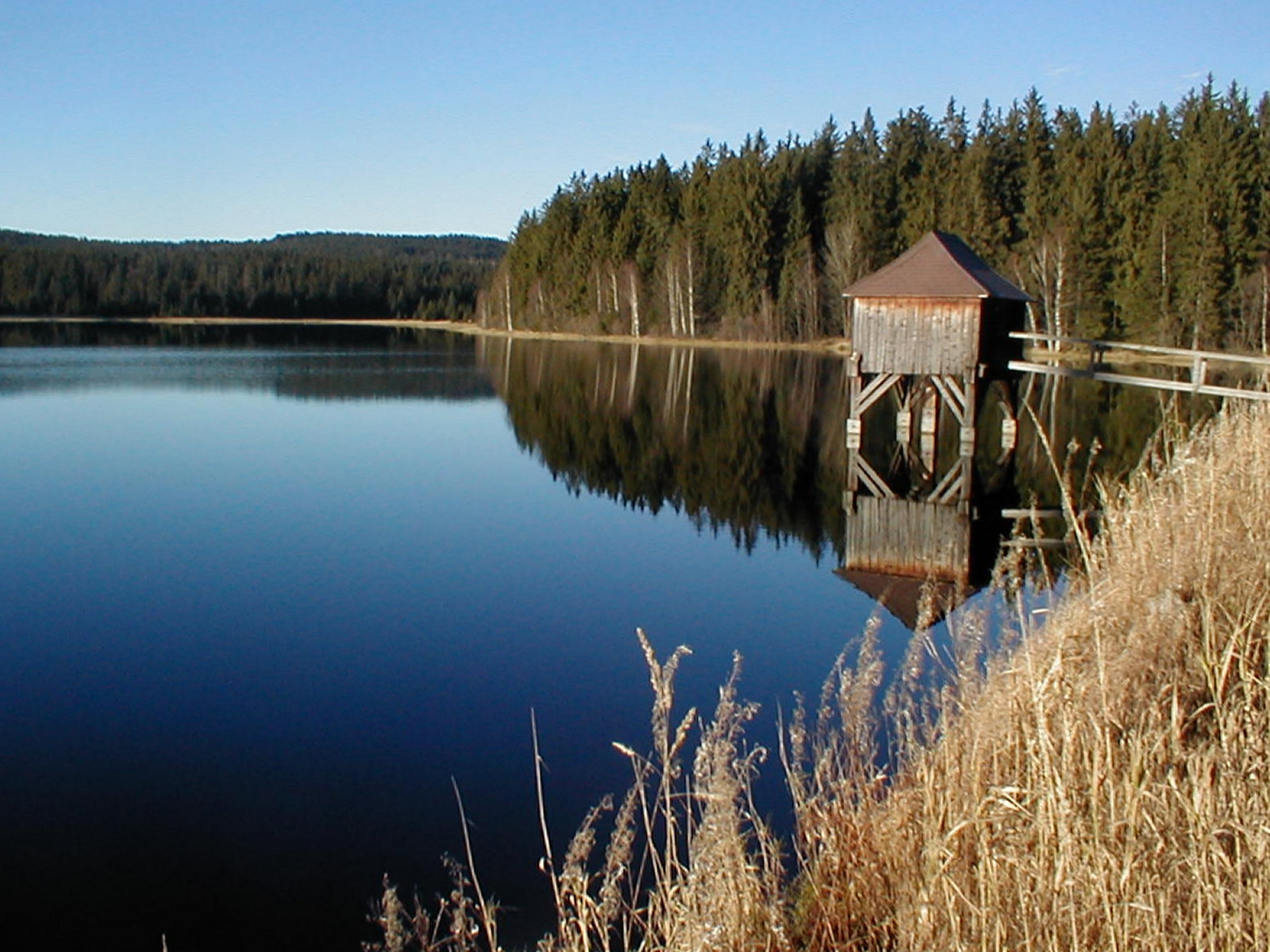
Oberer (Großer) Rosenhoferteich

Die beiden Rosenhofer Teiche (Oberer und Unterer Rosenhoferteich) liegen ca. 18 km nordöstlich von Freistadt im Gemeindegebiet von Sandl und gehören zum Besitz der Familie Czernin-Kinsky. Die künstlichen Seen gehören zum Schloss Rosenhof. Beide Teiche haben eine Länge von ca. 600 Metern und eine Breite von ca. 300 Metern. Der kleinere (untere) ist ein öffentlicher Badesee, während der obere nicht öffentlich zugänglich ist.
Beide Teiche besitzen eine hervorragende Wasserqualität und beherbergen seltene Pflanzen wie den Sumpf-Haarstrang und Wasservögel wie den Kormoran.
Durch die Teiche fließt der Flammbach, der in die Schwarze Aist mündet. Diese wiederum führt über die Waldaist in die Aist und damit in die Donau.

## Holzschwemme
Die Rosenhofer Teiche wurden im Jahr 1823 vor allem errichtet, um genügend Wasser für die Holzschwemme zu haben.
Der Fürstlich Schwarzenbergische Forstingenieur Joseph Rosenauer, Erbauer des Schwarzenberg’schen Schwemmkanals, plante und errichtete auch die Holzschwemme auf der Aist.
Ihre Länge betrug fast 80 Kilometer, das Gefälle 650 Meter; 50 Wehre befanden sich auf der Strecke.
Im 19. und auch noch im 20. Jahrhundert wurde jedes Frühjahr viel Holz über den Flammbach, die Schwarze Aist und die Waldaist in die Aist getriftet, wo die Stämme dann in Au an der Donau zu großen Flößen gebunden und nach Wien verbracht wurden.
Ein weiterer Großabnehmer war der Standort der Wiener Papier- und Pappenfabrik D. J. Merckens im Josefstal (Aisttal oberhalb von Schwertberg), damals die größte Papierfabrik der Monarchie und sogar Europas.
Erst 1947 wurde das arbeitsaufwändige und gefährliche Holzschwemmen eingestellt – man konnte nun die Stämme billiger mit Lkw und Eisenbahn transportieren.